# Johannes X. (Patriarch von Antiochien)

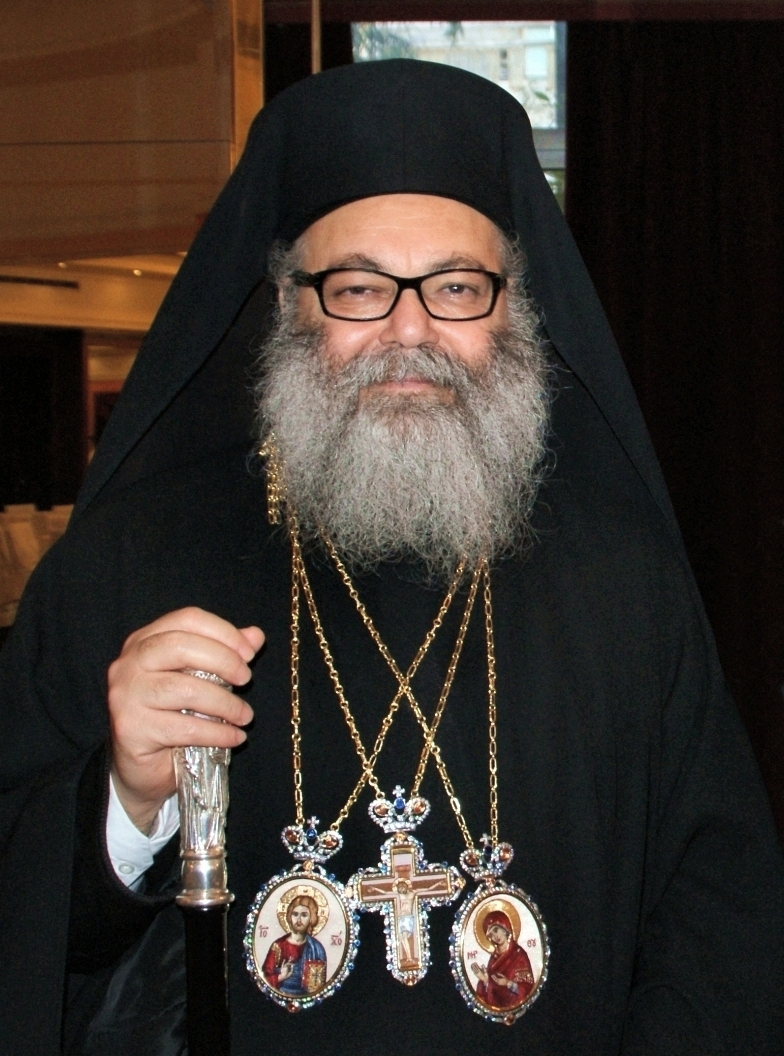
Johannes von Antiochien

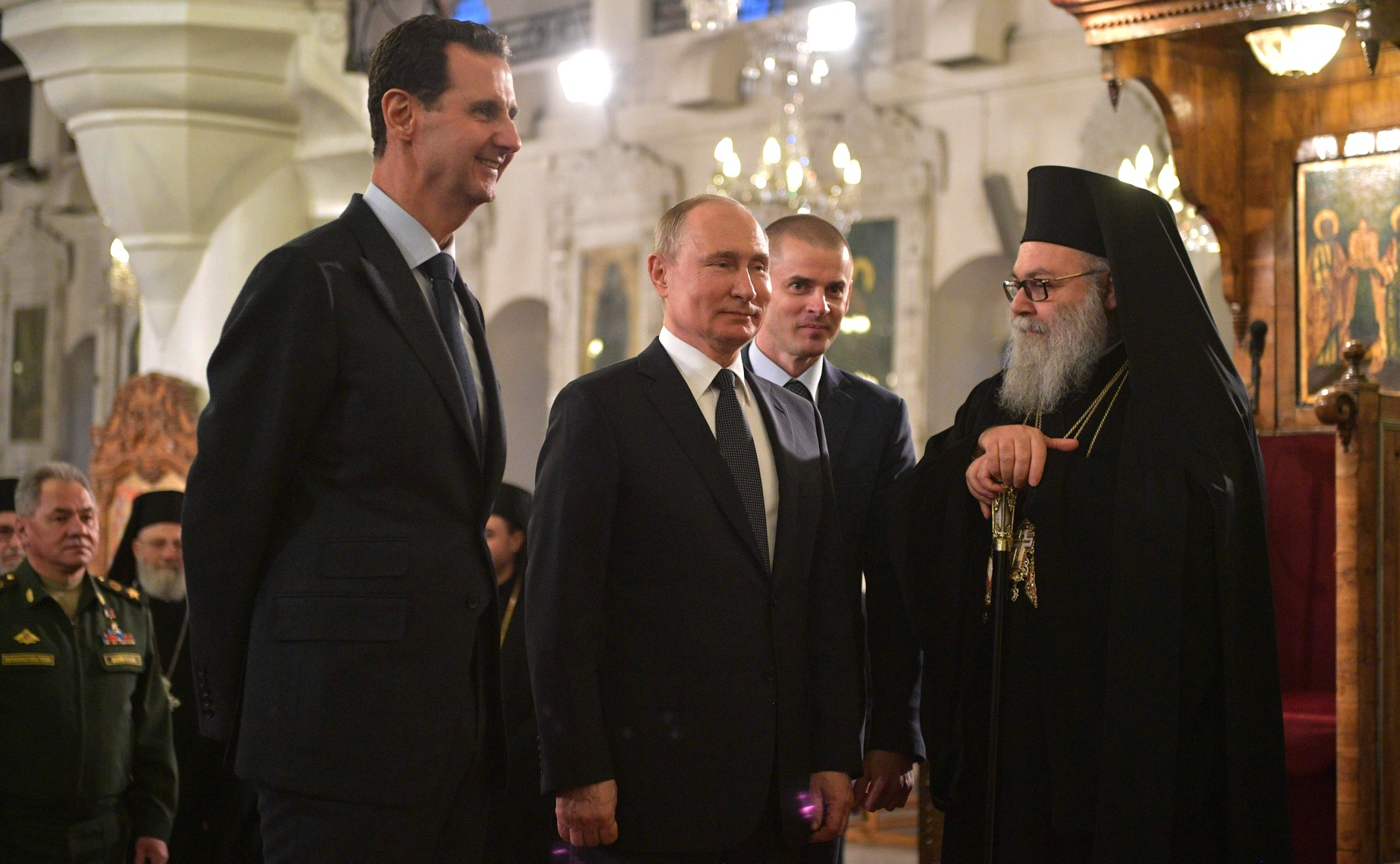
Mit Putin und Assad in der Kathedrale am 7. Januar 2020

Johannes X. Jasidschi (* 1. Januar 1955 in Latakia, Syrien) ist griechisch-orthodoxer Patriarch von Antiochien und geistliches Oberhaupt der Griechisch-Orthodoxen Kirche von Antiochien (rum-orthodoxe Kirche) sowie orthodoxer Liturgiewissenschaftler. Seinen Sitz hat er in der Mariamitischen Kathedrale in der syrischen Hauptstadt Damaskus.

## Biografie
Nach seiner Hochschulreife studierte er zunächst Bauingenieurwesen an der Universität Tichrin in Syrien. Dann begann er ein Studium der Theologie und der byzantinischen Musik an verschiedenen Theologischen Hochschulen (Universität Balamand mit einem Bachelorabschluss in Orthodoxer Theologie) und schloss das Studium mit einer Doktorarbeit über die Heilige Taufe, eine historische, theologische und liturgische Studie an der Universität Thessaloniki sowie mit einer Diplomarbeit am
Konservatorium für Byzantinische Musik in Thessaloniki ab. Er wurde 1979 zum Diakon und 1983 zum Priester durch den Metropoliten Youhanna Mansour in Latakia geweiht. Danach unterrichtete er das Fach Liturgie am St. Johann Damaskus Institut der Theologischen Fakultät in Balamand. Von 1988 bis 1991 und von 2001 bis 2005 war er der Dekan der Fakultät. Er war im Jahre 2001 bis 2005 auch Abt des Klosters Balamand. Zurzeit ist der Metropolit auch Spiritual des Klosters Gottesmutter Maria von Blemmena, Tartous, Syrien. Im Jahre 1995 wurde er zum Bischof von Pyrgou, (Arabisch Wadi An-Nasara bzw. Al-Hosn) ernannt. Im Jahre 2008 wurde er Metropolit von West- und Zentraleuropa mit Sitz in Paris.
Am 17. Dezember 2012 wurde er zum Patriarchen von Antiochien und dem gesamten Osten gewählt. Sein Bruder Bulos Jasidschi, der griechisch-orthodoxer Erzbischof von Aleppo ist, wurde 2013 zusammen mit dem syrisch-orthodoxen Aleppiner Erzbischof Gregorios Johanna Ibrahim entführt.